# Zapatistarmén för nationell befrielse

EZLN:s flagga.

Zapatistarmén för nationell befrielse, Ejército Zapatista de Liberacion Nacional, EZLN, är den väpnade delen av Zapatisterna, som slåss för ursprungsbefolkningens rättigheter i den fattiga delstaten Chiapas i södra Mexiko. Zapatisternas mål är att omvandla Chiapas till en autonom del av Mexiko organiserad genom direktdemokrati och konsensus. Rörelsen befinner sig i en väpnad konflikt med den mexikanska staten. 
Trots att armén endast har knappa två tusen soldater har de i över tio års tid undvikit att bli utraderade av den mexikanska armén, antagligen tack vare deras förmåga att knyta allierade världen runt. Det finns ständigt utländska observatörer på plats samtidigt som praktiskt solidaritetsarbete ger möjlighet att bygga upp en fungerande ekonomi i regionen. 
Som exempel på Zapatisternas genomslagskraft kan nämnas att det Italienska fotbollslaget Inter Milan har accepterat att möta Zapatisterna för en vänskaplig träningsmatch.
Rockgruppen Rage Against the Machine stöder Zapatisterna, och har ofta deras flagga med på konserter. Deras sång People of the Sun är tillägnad Zapatisterna.

## Historik
Den första januari 1994 klockan 00.30 på morgonen inleddes zapatisternas uppror i den mexikanska delstaten Chiapas. Med krav på jämlikhet, rättvisa, demokrati och frihet för alla mexikaner tågade de zapatistiska rebellerna in i och intog sju städer, San Cristóbal de Las Casas, Ocosingo, Las Margaritas, Altamirano, Chanal, Oxchuc och Huixtan. Med Första deklarationen från Lacandóndjungeln meddelade man omvärlden och i synnerhet Mexikos regering att: "Ya Basta!" (Nu får det vara nog!). Det revolutionära arvet och namnet "zapatisterna" kom från Emiliano Zapata, revolutionären stod på småböndernas sida under den Mexikanska revolutionen 1910-1917. Han menade: "Hellre dö stående än leva på knä"
De efterföljande två veckorna kantades av hårda strider med hundratals och kanske till och med tusentals dödsoffer, framtills att den mexikanska regeringen utlyste en vapenvila som accepterades av EZLN. I februari 1994 inleddes sedan förhandlingar mellan zapatisterna och regeringen i hopp om att kunna finna en fredlig politisk lösning på konflikten.

## Organisation
EZLN använder sig av en direktdemokratiskt plattform. "Subcomandanten", som är överbefälhavare, är underställd indianrådet. Namnet subcomandante som egentligen betyder underbefälhavare är en markering av att EZLN tar sina order från CCRI, som en kommitté bestående av representanter ifrån de olika zapatistbyarna. Subcomandante Marcos som är zapatiströrelsens mest kända "ansikte" utåt är med andra ord inte dess ledare utan ledarna kommer från den fattiga ursprungsbefolkningen.